# Новая Паника
Но́вая Пани́ка — хутор во Фроловском районе Волгоградской области России. Входит в Ветютневское сельское поселение.

## География
Хутор находится в 19 км юго-восточнее хутора Ветютнев. В 1,5 км от хутора расположена развязка магистрали М6 Волгоград—Москва (поворот на Фролово).

## Инфраструктура
В хуторе есть школа, маслобойня, водопровод, дороги асфальтированы.
В хуторе есть водохранилище. 
В 1 км юго-восточнее — проявление карбонатных пород, пригодных для изготовления стройматериалов. Крупная газокомпрессорная станция Фроловского линейно-производственного управления магистральных газопроводов.